# Дуглас Лопес
Дуглас Андрей Лопес Арая (ісп. Douglas Andrey López Araya, нар. 21 вересня 1998, Алахуела) — костариканський футболіст, півзахисник клубу «Ередіано».
Виступав, зокрема, за клуб «Сантос» (Гуапілес), а також національну збірну Коста-Рики.

## Клубна кар'єра
Народився 21 вересня 1998 року в місті Алахуела. Вихованець футбольної школи клубу «Сантос» (Гуапілес).
У дорослому футболі дебютував 2019 року виступами за команду «Сантос» (Гуапілес), в якій провів три сезони, взявши участь у 122 матчах чемпіонату.  Більшість часу, проведеного у складі «Сантоса», був основним гравцем команди.
До складу клубу «Ередіано» приєднався 2022 року. Станом на 11 листопада 2022 року відіграв за костариканську команду 12 матчів в національному чемпіонаті.

## Виступи за збірну
30 березня 2022 року дебютував в офіційних матчах у складі національної збірної Коста-Рики в останньому відбірковому матчі до Чемпіонату світу зі збірною США на Національному стадіоні, відігравши останні двадцять дві хвилини в переможному матчі (2-0).
У складі збірної був учасником чемпіонату світу 2022 року у Катарі.
| Дата       | Місто    | Господарі  | Результат | Гості      | Турнір            | Голи | Примітки |
| ---------- | -------- | ---------- | --------- | ---------- | ----------------- | ---- | -------- |
| 30-3-2022  | Сан-Хосе | Коста-Рика | 2 – 0     | США        | Відбір до ЧС 2022 | -    | 68'      |
| 27-9-2022  | Сувон    | Узбекистан | 1 – 2     | Коста-Рика | товариський матч  | -    |          |
| 10-11-2022 | Сан-Хосе | Коста-Рика | 2 – 0     | Нігерія    | товариський матч  | -    | 77'      |
| Усього     |          | Матчів     | 3         |            | Голів             | 0    |          |